# TinyMe
TinyMe este o distribuție Linux bazată pe PCLinuxOS având ca scop crearea unei distribuții Linux ce poate rula pe calculatoare mai vechi fără a fi sacrificată performanța sau designul. Interfața grafică Openbox alături de parte a mediului desktop LXDE, de Nitrogen si de Idesk creează un sistem complet nelipsind aproape nimic și necesitând mai puține resurse decât KDE care este utilizat pentru PCLinuxOS.
TinyMe poate fi comparat cu distribuții ca Puppy Linux, AntiX imaginea iso ocupând doar 200 MB.

## Aplicații
În ciuda mărimii TinyMe conține aplicații pentru activitățile de zi cu zi:
- AbiWord 2.63 - editor de texte asemenea MS Word, suporte tipurile .doc, .rtf;
- ePDFview - program de citit PDF-uri;
- GrafBurn - program de inscripționare CD/DVD-uri;
- Scite - editor de texte;
- Transmission - client torrent;
- Opera - navigator internet, cititor RSS, client torrent, client e-mail;
- gFTP - program pentru upload si download de pe servere ftp;
- Audacious - player de muzică asemănător cu winamp;
- Sylpheed - client e-mail;
- alte câteva programe și joculețe.